# Lepidostoma libum
Lepidostoma libum är en nattsländeart som beskrevs av Ross 1941. Lepidostoma libum ingår i släktet Lepidostoma och familjen kantrörsnattsländor. Inga underarter finns listade i Catalogue of Life.